# Rondeshagen
Rondeshagen er en kommune i det nordlige Tyskland, beliggende i Amt Berkenthin under Kreis Herzogtum Lauenburg. Kreis Herzogtum Lauenburg ligger i delstaten Slesvig-Holsten.

## Geografi
Klempau grænser mod øst til Elbe-Lübeck-Kanal og ligger omkring 12 km syd for Lübeck, og 6 km vest for Ratzeburger See.